# Ołeksandr Natijew
Ołeksandr Natijew (ukr. Олександр Натієв, ur. 1873, zm. 19 czerwca 1919 w Batumi) – generał-chorąży Armii Ukraińskiej Republiki Ludowej i Hetmanatu.

## Życiorys
Z pochodzenia Adżar. Ukończył gimnazjum w Tyflisie, później uczelnię wojskową w Jelizawietgradzie. W czasie I wojny światowej służył w kawalerii armii rosyjskiej, awansując od kapitana do generała-majora.
Na początku 1918 wstąpił ochotniczo do Armii Ukraińskiej Republiki Ludowej, dowodząc grupą utworzoną przez gen. Prysowskiego. Z grupą tą odbył rajd z Kijowa na wschód, do granicy z Rosją, rozbudowując ją w walkach do wielkości dywizji. W marcu 1918 przeorganizował oddział w 1 Dywizję Zaporoską, następnie został mianowany dowódcą Korpusu Zaporoskiego.  W okresie Hetmanatu dowódca Brygady Zaporoskiej, w październiku 1918 zdemobilizowany.
W 1919 zorganizował w Batumi przeciw bolszewikom Zakaukaski Kosz Ochotniczy, zginął w walce z bolszewikami.